# غرانتفيل
غرانتفيل (بالإنجليزية: Grantville, Georgia)‏ هي مدينة تقع في مقاطعة كوويتا، جورجيا بولاية جورجيا في الولايات المتحدة. تبلغ مساحة هذه المدينة 13.5 (كم²)، وترتفع عن سطح البحر 265 م، بلغ عدد سكانها 3041 نسمة في عام 2010 حسب إحصاء مكتب تعداد الولايات المتحدة.

## وصلات خارجية
- Cities & Counties - Georgia.gov